# Station Dojo
Station Dojo (道場駅, Dōjō-eki) is een spoorwegstation in de wijk Kita-ku in de Japanse stad Kōbe. Het wordt aangedaan door de Fukuchiyama-lijn. Het station heeft twee sporen.

## Treindienst

### JR West
| 1 | ■ Fukuchiyama-lijn | richting Sanda en Sasayamaguchi            |
| 2 | ■ Fukuchiyama-lijn | richting Takarazuka, Osaka en Kita-Shinchi |

## Geschiedenis
Het station werd in 1899 geopend. 

## Stationsomgeving
- Fabrtiek van Fuji Titanium in Kōbe
- Sagari-stuwmeer

(JR Kioto-lijn<<) ·  Ōsaka ·  Tsukamoto ·  Amagasaki ·  Tsukaguchi ·  Inadera ·  Itami ·  Kita-Itami ·  Kawanishi-Ikeda ·  Nakayamadera ·  Takarazuka ·  Namaze ·  Nishinomiyanajio ·  Takedao ·  Dōjō ·  Sanda ·  Shin-Sanda ·  Hirono ·  Aino ·  Aimoto ·  Kusano ·  Furuichi ·  Minami-Yashiro ·  Sasayamaguchi ·  Tamba-Oyama ·  Shimotaki ·  Tanikawa ·  Kaibara ·  Isō ·  Kuroi ·  Ichijima ·  Tamba-Takeda ·  Fukuchiyama · (>>Sanin-lijn)